# オロバレー (アリゾナ州)
オロバレー（Oro Valley）は、アメリカ合衆国アリゾナ州のピマ郡にある町。人口は4万7070人（2020年）。ツーソンの北に位置している。

## 概要
1974年に建設が始まった住宅主体の計画都市である。建設開始と同時に法人化し「オロバレー町」が誕生した。ツーソンの北方、サンタカタリナ山脈の山嶺に緑豊かな住宅地が広がっている。富裕層の住民が多い。ハイテク企業が立地する企業団地があり、雇用主も豊富である。

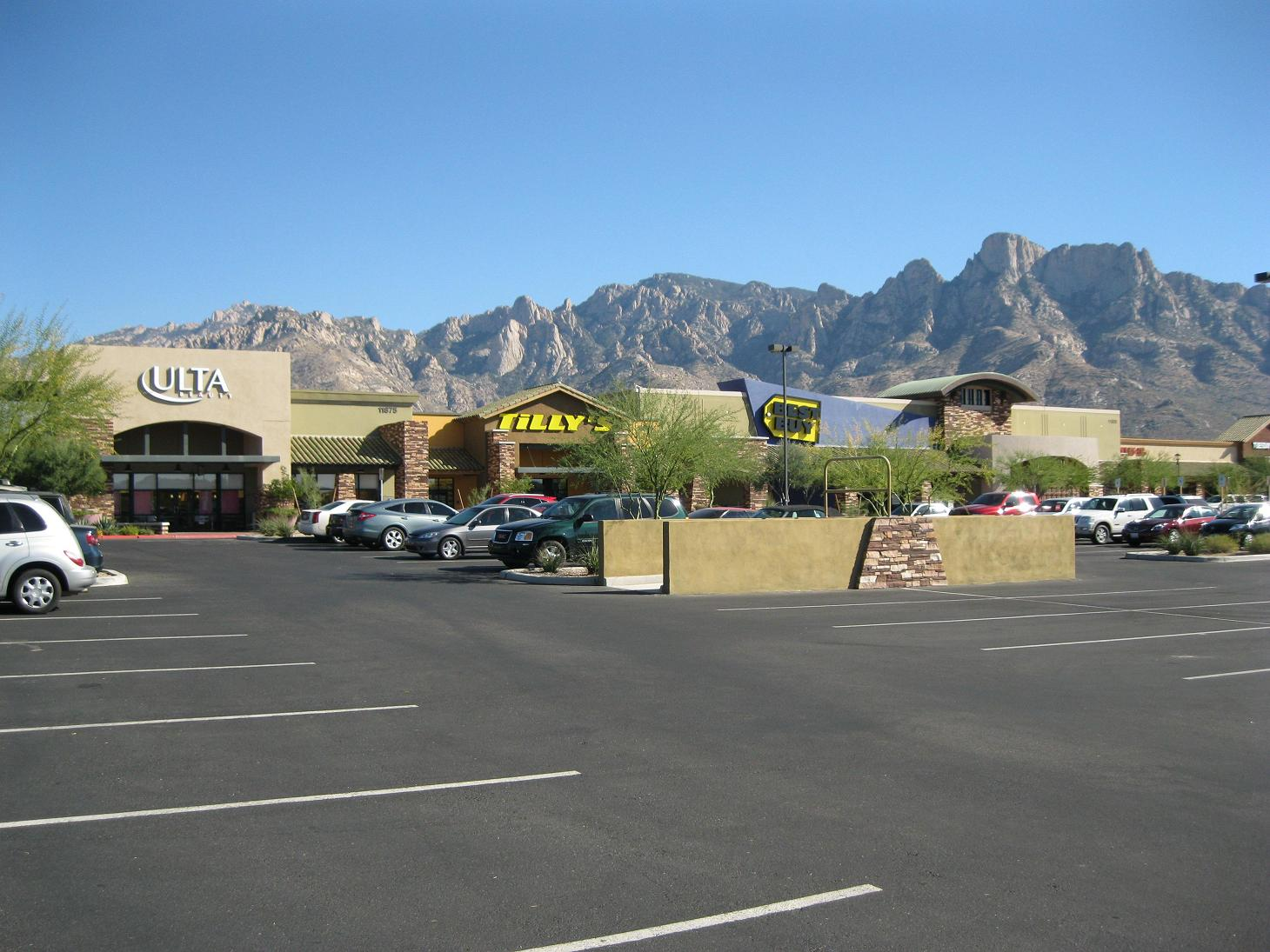
サンタカタリナ山脈